# Rudy Barbier
Rudy Barbier (* 18. Dezember 1992 in Beauvais) ist ein ehemaliger französischer Radrennfahrer.

## Sportliche Laufbahn
Rudy Barbier fuhr von 2014 bis 2016 für das französische UCI Continental Team Roubaix Lille Métropole. Im Jahr 2015 gewann er eine Etappe des Circuit des Ardennes, 2016 Paris–Troyes und Grand Prix Cholet-Pays de la Loire. Nach seinen Erfolgen erhielt er zur Saison 2017 einen Vertrag beim UCI WorldTeam Ag2r La Mondiale, für sein neues Team gewann er das Eintagesrennen Paris–Bourges.
2019 wechselte Barbier zur Israel Cycling Academy und gewann im März des Jahres das Classic Loire-Atlantique. Es folgten Etappensiege bei der Tour of Estonia 2019, der Vuelta a San Juan Internacional 2020 und der Slowakei-Rundfahrt 2020. Mit dem Giro d’Italia 2020 nahm er bisher einmal an einer Grand Tour teil, erreichte das Ziel jedoch nicht. 2021 und 2023 blieb er ohne weiteren Sieg.
Nachdem sein Vertrag bei Israel-Premier Tech nicht verlängert worden war und er auch keinen Vertrag bei einem anderen Team erhalten hatte, kehrte Barbier 2023 auf die Ebene der Continental Teams zurück und wurde Mitglied bei St. Michel-Mavic-Auber 93. Mit dem Gewinn der zweiten Etappe der Tour de Bretagne Cycliste konnte er wieder einen Sieg einfahren. Bereits nach einer Saison wechselte er 2024 zum belgischen Team Philippe Wagner/Bazin, für das ab 2024 auch sein Bruder Pierre Barbier an den Start ging. Mit dem Ablauf der Saison beendete er seine Karriere im Alter von 32 Jahren.

## Erfolge
2015
- eine Etappe Circuit des Ardennes

2016
- Grand Prix Cholet-Pays de la Loire
- Paris–Troyes

2017
- Paris–Bourges

2019
- Classic Loire-Atlantique
- eine Etappe Tour of Estonia

2020
- eine Etappe Vuelta a San Juan Internacional
- eine Etappe Slowakei-Rundfahrt

## Grand Tour-Platzierungen
| Grand Tour            | 2020 |
| --------------------- | ---- |
| Giro d’ItaliaGiro     | DNF  |
| Tour de FranceTour    | –    |
| Vuelta a EspañaVuelta | –    |